# 167
167 је била проста година.

## Догађаји
- Конзули Царства. Цезар Луције Аурелије Вер и Марко Умидије Скуаре Анианије.
- 167-175, 177-180 — Маркомански ратови.
- Против Рима се уједињују германска, трачка и сарматска племена: Квади, Маркомани, Вандали, Сармати, Суеви, Јазиги, Котини, Бастарни, Пеуцини и Алани.
- Кинеска влада понудила је Таншихуаију мир на основу „уговора о миру и сродству“ и признала му титулу ванга. Таншихуаи је одбио да уђе у преговоре.

## Смрти
- Аверкије Јерапољски је ранохришћански светитељ, равноапостолни, епископ Јерапољски.
- Свети Аницет једанаести по реду епископ Рима